# 카살비에리
카살비에리(이탈리아어: Casalvieri)는 이탈리아 라치오주 프로시노네도에 위치한 코무네다. 로마로부터 남동쪽 110km, 프로시노네로부터 동쪽 30km 거리에 있다.